# Epitrohoidă

Epitrohoida cu R = 3, r = 1 şi d = 1

O epitrohoidă este o ruletă trasată de un punct atașat pe un cerc de rază r care se rostogolește pe exteriorul unui cerc fix de rază R, când punctul se află la distanța d de centrul cercului exterior.
Ecuațiile parametrice pentru o epitrohoidă sunt:
{\displaystyle x=(R+r)\cos \theta -d\cos \left({R+r \over r}\theta \right),\,}
{\displaystyle y=(R+r)\sin \theta -d\sin \left({R+r \over r}\theta \right).\,}
Cazurile speciale includ melcul lui Pascal cu R = r și epicicloida cu d = r.
Jucăriile Spirograph trasează curbe epitrohoide și hipotrohoide.
Orbitele planetelor din sistemul geocentric al lui Ptolemeu sunt epitrohoide.
Statorul motorului Wankel este o epitrohoidă.